# Nemoria planuscula
Nemoria planuscula là một loài bướm đêm trong họ Geometridae.